# 河北大学飲酒運転ひき逃げ事件
河北大学飲酒運転ひき逃げ事件（かほくだいがくいんしゅうんてんひきにげじけん）は、2010年10月16日、中国河北省保定市の河北大学構内で2名の女子学生が、二十代前半の青年による飲酒運転中の乗用車にひき逃げされ、うち1名が死亡した事件。容疑者が地元公安局の副局長の息子（いわゆる「太子党」）であり、事件当時の粗暴な振る舞いや傲慢な発言から主に中国のインターネット上で大きな反響を呼んだ。

## 経過

### 2010年
10月16日
21時40分、河北大学の南門から構内に入った黒のフォルクスワーゲン・パサートが女子学生寮で1人の女子学生を降ろした後、制限速度5キロの構内を暴走しローラーブレードの練習をしていた2名の女子学生をはねた。死亡した女子学生は辛集市出身の20歳、もう1名は承徳市出身の19歳でともに貧しい農家の出身。この年入学したばかりの新入生であった。
車はそのまま逃走したが南門が閉鎖されたため停止したところを学生に取り囲まれた。その際、車を運転していた李啓銘（22歳）は酒に酔っており「やれるもんなら訴えてみろ、俺の親父は李剛だ!（中国語: 有本事你们告去，我爸爸是李刚。）」と叫んだ。
現場には21時47分に救急車が到着し被害者2人は救急車で運ばれた。
10月17日
被害者の女子学生1名は頭蓋脳損傷により17時20分に死亡し、もう1名も左膝蓋骨粉砕骨折などの重傷を負った。
加害者の男は女子学生1人が死亡した後、事故発生17時間後に刑事事件の犯人として拘留された。22時に加害者の両親が被害者家族のために大学が手配した宿泊所を訪れ被害者の叔父に謝罪及び500人民元（約6,800円）を手渡した。
10月18日
加害者の両親が死亡した女子学生の両親と初めて対面し見舞品を渡す。人権派弁護士が無報酬で委任契約を死亡した女子学生の両親と結ぶ。
10月19日
加害者の両親が死亡した女子学生の両親と2度目の対面をし、示談の提案と叔父に5000人民元（約6万8000円）を渡す。
10月22日
中国中央電視台が加害者及びその父親との独占インタビューを放映。これに対して視聴者は加害者のみにスポットを当てて被害者を無視した番組内容に反発した。
10月24日
事件の担当には大学のある北市区と無関係の望都県公安局で管轄され、同県人民検察院に逮捕状の請求がなされ同日加害者を逮捕したことが発表された。
10月26日
河北省長の陳全国が会議の席上、加害者の父親の肩書きにより司法判決について影響が与えられることは絶対にないこと、公務員としての収入ではとうてい持ち得ない豪邸の所有についても河北省規律委員会で審査、厳正な対処を行うことを表明した。
11月1日
保定市公安局交通警察支隊隊長が被害者の両親を訪ねてきて、10月18日に死因の確定が済んでいるのに加害者側が死因究明のため解剖を要求しているため、これに応じるか示談のための賠償申請書を提出するよう強く迫った。
北京市司法局から弁護士の所属事務所に弁護活動を中止するよう警告がされた。
11月3日
被害者の兄は加害者を裁判にかけて厳正な処罰をすることを望んだが実家の辛集市などの行政指導者からも示談に応じるよう圧力がかけられ父親や親族との対立が深まった。
11月4日
中国共産党中央宣伝部が鳳凰衛視による兄へのインタビューが政府に批判的であるとしてその後の放送を禁じた。
11月5日
被害者両親と加害者両親の間で46万人民元の支払いで示談が成立。弁護士が解任される。
11月7日
被害者の葬儀が行われる。
11月9日
この事件に関するインターネット上の議論が突如停止した。ただその後も一部の学生や艾未未たちは議論を継続した。
12月14日
解任された弁護士が暴行を受ける。
12月21日
刑事事件として起訴されたことが発表される。

### 2011年
1月30日
河北省望都県人民法院で加害者に対して刑務所6年の刑が言い渡された。また死亡した女子学生の遺族に対して46万人民元（69,000米ドル、日本円にして約773万円）、負傷した女子学生に91,000人民元（13,800米ドル、日本円にして約155万円）の賠償金を支払うよう命じられた。

## 事件への反響
この事件が明るみに出た後、人肉検索がなされ、父親は河北省保定市公安局北市区の公安警察ナンバー2であることが明らかとなった。また親子には保定市内に不動産を5つ所有しその資産価値が766万～844万人民元（日本円にして約1億から1.2億円）であることが推測された。
大学が管轄区内である公安当局幹部の息子が加害者であったためか、河北大学は公式に否定したもののメディアからのインタビューに応じたりネット掲示板への書き込みを禁じた。そのため処罰を恐れた学生はその後、被害者の代理人となった弁護士からの証言協力に誰一人応じるものはなかった。
中国のインターネット上では「俺の父親は李剛だ!（我爸是李刚）」という言葉が流行語となっており、インターネットサイトの天涯社区が発表した2010年のネット流行語ベスト10では11593票の投票でトップに選ばれた。